# Retrat de Paul Guillaume
Retrat de Paul Guillaume (Portrait of Paul Guillaume) és un quadre d'André Derain dipositat al Museu de l'Orangerie de París.

## Història
Derain conegué el jove marxant Paul Guillaume l'any 1916 a través de Max Jacob i aconsellat per un altre poeta i crític d'art, Guillaume Apollinaire. L'any 1916, Paul Guillaume dedicà una exposició personal a Derain a la seua galeria de la Rue de Miromesnil i va comptar amb l'ajut de cinc poetes per a escriure els textos del catàleg: el mateix Apollinaire, Blaise Cendrars, Max Jacob, Pierre Reverdy i Fernand Divoire.

## Descripció
Aquest oli sobre tela de 81 × 64 cm, que D. H. Kahnweiler datà el 1919 en un llibre publicat el 1920, representa un Paul Guillaume força diferent del que pintà Modigliani ben pocs anys abans: la mirada ja no és arrogant sinó tenyida d'una vaga tristesa i amb un aire impassible i distant, mentre que la postura del model -lleugerament inclinat cap endavant, amb el braç recolzat damunt d'un llibre- suggereix que està absort en els seus pensaments. El seu bust es destaca contra el fons blau compost per pinzellades horitzontals. El seu vestit i corbata de llacet també són de color blau, igual que els seus ulls. Sosté una cigarreta gairebé extingida a la mà esquerra (l'únic aspecte relaxat de la pintura). La semblança física del retrat amb el model no és gaire fidedigna, ja que els trets facials semblen asimètrics.
Els tons que dominen en el quadre són frescos i blaus, el color predilecte de Paul Guillaume. La suavitat de la llum i de la pinzellada recorda els retrats de Renoir.